# Nicéforo Parsacuteno
Nicéforo Parsacuteno (em grego: Νικηφόρος Παρσακουτηνός; romaniz.: Nikephóros Parsakoutenós) foi um nobre bizantino e sobrinho do imperador Nicéforo II Focas (r. 963–969).

## Vida

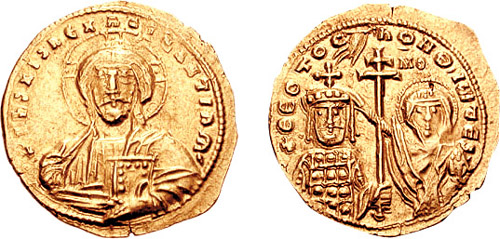
Histameno de João I Tzimisces r.

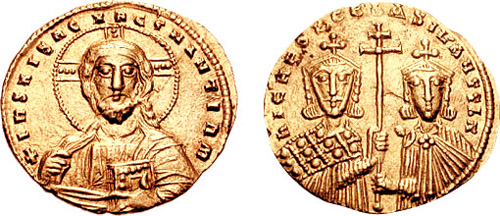
Histameno de r. e r.

O sobrenome da família (erroneamente escrito Παρσακουντηνός - Parsacunteno em alguns manuscritos) deriva da localidade de Parsácuta (Παρσακούτη - Parsakoúte). Seu pai, Teódulo Parsacuteno, casou-se com uma dama da família Focas, aparentemente uma filha do general Bardas Focas, o Velho, pai do general e futuro imperador Nicéforo II Focas (r. 963–969). Nicéforo teve dois irmãos, Bardas e Teodoro. Como ele portava o nome de seu avô materno, foi provavelmente o segundo a nascer dos três.
Segundo as fontes árabes, numa batalha em Adata em 19 de outubro de 954, Teódulo Parsacuteno e um de seus filhos, Bardas ou o jovem Nicéforo, foram levados prisioneiros pelo emir hamadânida Ceife Adaulá (r. 945–967). O irmão mais velho, Teodoro, tentou trocar seu pai e irmão pelo primo de Ceife Adaulá, o poeta Abu Firas Hamadani, que havia sido capturado no outono de 962, mas não foi até a troca de prisioneiros de 23 de junho de 966 que os cativos bizantinos mantidos por Ceife Adaulá foram libertados.
Os Parsacutenos apoiaram a rebelião de seu primo Bardas Focas, o Jovem contra João I Tzimisces (r. 969–976) em 970, com base em Cesareia Mázaca, na Capadócia Tão logo quando o exército lealista sob Bardas Esclero aproximou-se, contudo, eles desertaram para o imperador. É provável que a família foi exilada depois disso, e apenas reabilitada em 978, quando Bardas Focas foi reconvocado para serviço ativo pelo imperador Basílio II Bulgaróctono (r. 976–1025) para confrontar a rebelião de Bardas Esclero. No verão ou outono de 979, após Esclero ter sido derrotado, vários de seus apoiadores permaneceram desafiadores nos fortes que eles controlavam, dos quais lideraram raides. Nicéforo foi enviado para o Tema Tracesiano, onde persuadiu os partidários de Esclero a se renderam sob promessa de anistia do imperador.